# يوم نخلة
يوم نخلة وهي معركة وقعت في وادي نخلة شمال مكة بين مملكة حمير وبين اهل مكة وكان سببها ان حسان بن عبد كلال أراد نقل حجارة الكعبة إلى حمير ولم ينجح في ذلك.

## خبر المعركة
خرج حسان بن عبد كلال بن مثوب ذي حرث الحميري بجمع كبير من حمير وقبائل مكة يريد اخذ حجارة الكعبة من مكة إلى اليمن ليجعل العرب يحجوا اليها بدلا من مكة فأقبل حتى نزل بوادي نخلة وهو وادي شمال مكة فأغار على سرح الناس وقطع طريقهم وخاف ان يدخل إلى مكة فسمع بذلك قبائل قريش وكنانة وبنو خزيمة وبنو أسد وبعض افناء مضر مثل هذيل وتميم وغيرهم
فخرجوا اليه ورئيس مكة في ذلك العصر هو فهر بن مالك فوقع القتال بين اهل مكة وبين حمير فأسر غالب بن فهر حسان بن عبد كلال ملك حمير وسجن في مكة ثلاث سنوات حتى افتدى نفسه فخرج ومات بين مكة واليمن.